# انتخابات البرازيل الرئاسية 2014
جرت الانتخابات الرئاسية البرازيلية 2014 في يوم الأحد 5 أكتوبر 2014، وشارك فيها 142.8 مليون مواطن بريليزي، بمشاركة بلغت 80.61 ٪.
شهدت الجولة الأولى مشاركة عدة مرشحين، من أبرزهم:
- الرئيسة ديلما روسيف، التي حصلت على 41.59 ٪ من الأصوات.
- أسيو نيفيس بحصة 33.55 ٪.
- مارينا سيلفا بحصة 21.32 ٪.
وفي الدورة الثانية، فازت ديلما روسيف بإعادة انتخابها بنسبة 51.45 ٪ من الأصوات.
كما شهدت الحملة نبأ مأساويًا بمصرع المرشح إدواردو كامبوس في حادث تحطم طائرة قبل الجولة النهائية.

## السياق والنتائج
شهدت الانتخابات منافسة ديمقراطية قوية بين اليسار واليمين، حيث تمكنت ديلما روسيف من الحفاظ على الرئاسة رغم الضغوط الاقتصادية والاجتماعية خلال الفترة السابقة.

## وصلات خارجية
- مقالة البرازيل تبحث عن رئيس جريدة البيان  بتاريخ 23\10\2014